# Stagecraft
Stagecraft es una tecnología de grabación que parte de los principios presentados por la retroproyección, técnica cinematográfica clásica de los años 30.
La serie de televisión The Mandalorian, estrenada el 12 de noviembre de 2019 en Disney +, fue la primera en utilizar esta tecnología a gran escala. No obstante, las películas First Man (2018) y Ad Astra (2019) la empezaron a usar tímidamente.[cita requerida]
Ha sido utilizada en la película de The Batman de 2021, convirtiéndose así en una de las primeras películas en utilizar esta tecnología en gran escala.

## Funcionamiento
La tecnología del Stagecraft ofrece un inclusivo entorno para la grabación. Este espacio físico recibe el nombre de "El Volumen".
Está formado por un suelo físico o real y tres grandes paneles Led con resolución 4K denominados Render Nodes. Se sitúan dos como objetos envolventes (lado derecho e izquierdo) y uno, haciendo la función de cielo, sobre el suelo. De este modo, el equipo técnico quedaría delante del escenario de grabación. El estudio, por lo tanto, mide 25 metros de diámetro de anchura de los paneles y 6 metros de altura.
Gracias a los Render Nodes, ya no se proyecta en el fondo escenas pregrabadas, como ocurre en la retroproyección, sino que se carga un escenario generado digitalmente por el motor gráfico Unreal Engine 4.
Estos escenarios, que son visualizados en tiempo real en los paneles, tienen una elevada calidad fotorrealista y además profundidad de campo, para hacer creer al espectador que realmente se encuentra dentro de ellos.

## Ventajas
- Iluminación. Los Render Nods, además de soporte de la proyección, también sirven como iluminación "natural" que, gracias a la potencia de las pantallas led, por sí mismos pueden iluminar de manera realista la totalidad de la escena, sin necesidad de otros aparatos adicionales. De este modo, actúan como foco principal de luz que afectará a escenario y actores en tiempo real.
- Movimiento de cámara. Una vez la imagen es proyectada en los Render Nodes, los tres ejes cartesianos (eje X, Y y Z) se sincronizan de manera automática con los de la cámara utilizada para grabar la escena. Gracias a esto, cuando la cámara se mueva, el escenario hará lo propio, como si de un plano de localización real se tratara. Gracias a esta reacción natural al movimiento de los paneles, se elimina el problema tradicional de la retroproyección que obliga a mantener la cámara estática en un ángulo y distancia de la pantalla de proyección concreto. Le da, en definitiva, movimiento a la cámara en el set.
- Cambios de especialistas de VFX a tiempo real. La tecnología también permite realizar una serie de modificaciones de escena: la luz, el ángulo visible o incluso, movimiento de objetos tridimensionales a tiempo real. Una vez equipados con las gafas y los controles tecnológicos, el equipo técnico puede acceder al escenario, desplazarse por él y cambiar la escenografía, desde mover unas rocas hasta cambiar texturas enteras. Hablamos de poder incluir explosiones, objetos cayendo, disparos... utilizando un set de realidad virtual. Esto aporta una serie de casi infinitas opciones. También se aplica a la creación de situaciones de iluminación concretas: noches, días y clima. Además, por si la luz que proporcionan los paneles es insuficiente, las pantallas Led permiten añadir diferentes focos de luz virtuales de los cuales se pueden cambiar la temperatura, el color, la medida y la dureza.
- Menos trabajo en postproducción. Esta tecnología evita el trabajo pesado y pensado al milímetro de iluminación y de rodaje que presenta, por ejemplo, la utilización de las pantallas verdes de croma. Teniendo en cuenta sobre todo que la interacción de luces y sombras en postproducción requiere de una gran maestría para conseguir resultados óptimos.
- Abaratamiento de costes a largo plazo.A pesar del evidente enorme gasto que comporta esta tecnología, se ahorra en desplazamiento y manutención del equipo de rodaje, incluidos los actores y actrices. Además, tampoco se requiere la construcción de escenarios gigantescos o el uso de extras que lo formen. En la serie de The Mandalorian, por ejemplo, se puede ver cómo solo se construyó la base de la nave espacial mandaloriana, mientras que se proyectaba la parte superior en el panel de encima. O bien, en el caso de las escenas abiertas en el espacio exterior, solo se fabricó la parte frontal de la nave.

## Inconvenientes
- Mucho trabajo digital en preproducción. Aunque se reduzca mucho el trabajo en postproducción, se incluye mucho más peso al trabajo digital que se tiene que realizar antes de empezar a grabar.
- Espacio reducido. Una de las limitaciones principales de esta tecnología es el espacio relativamente reducido que proporciona. No es aplicable para grandes escenarios de acción como persecuciones, así como aquellos que requieran grandes efectos prácticos como masas de agua o fuego.
- Indispensabilidad del croma. A pesar de las posibilidades que presenta, el uso del croma sigue siendo imprescindible para eliminar objetos del set o incluir elementos digitales complejos como personajes animados, vehículos... Además, también se tiene que mencionar el efecto muaré: la pixelación producida por la grabación de una pantalla. Para evitarlo se requiere el desenfoque del fondo. Si se busca mucha profundidad de campo (fondo detallado), se requerirá del uso de un croma para añadirlo después.
- Costes iniciales. A pesar del ahorro futuro, la cantidad económica inicial no es una que cualquier productora pueda conseguir. Estamos hablando que, por ejemplo, a Disney + le cuesta unos 15 millones de dólares cada episodio de The Mandalorian.
- Afectación futura a la industria cinematográfica. Se tendría que estudiar con detenimiento cómo la menor necesidad de escenarios reales y personal humano puede afectar negativamente a la industria cinematográfica y televisiva.